# Ria-Sirach

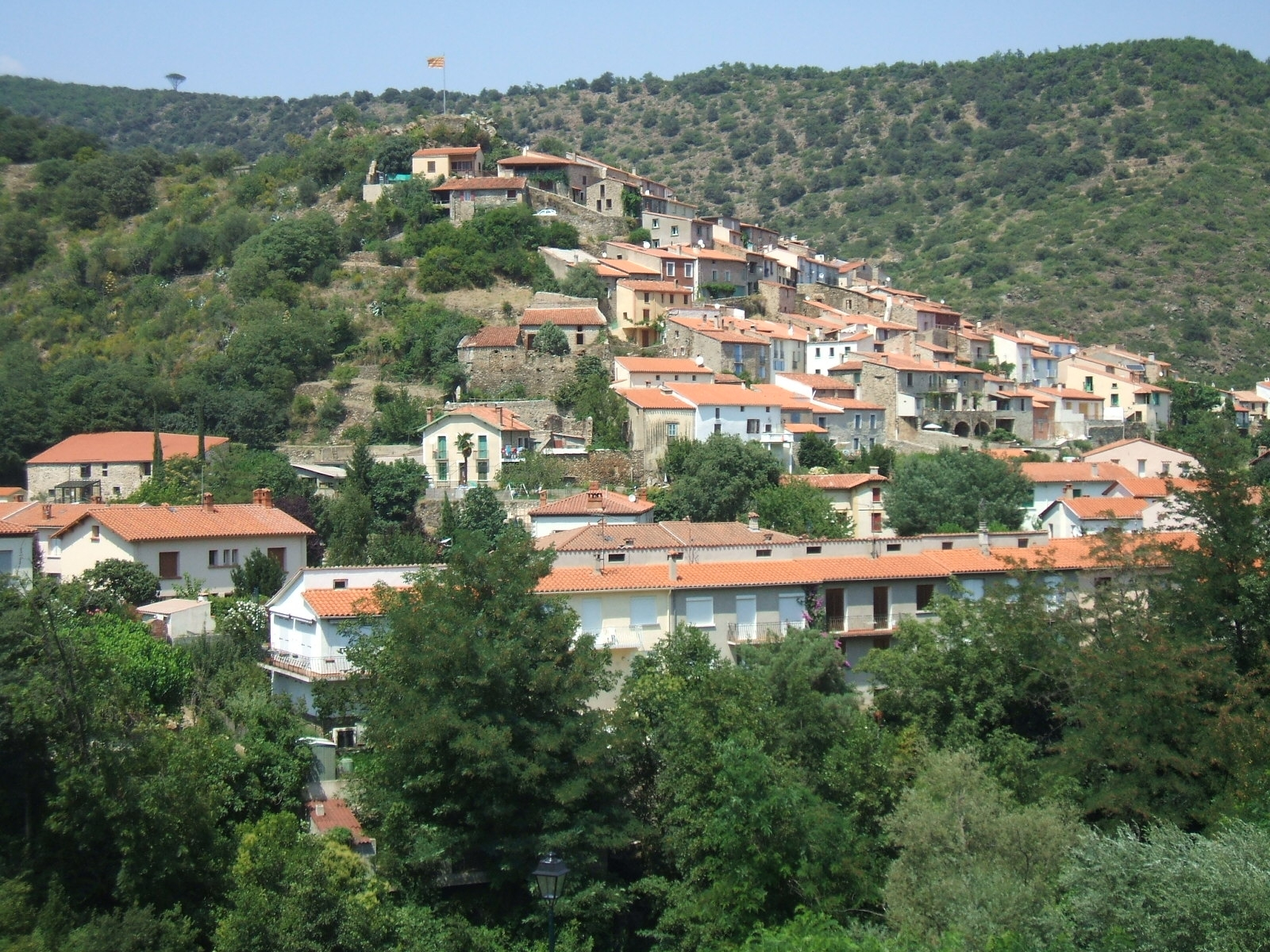
Gesamtansicht von Ria

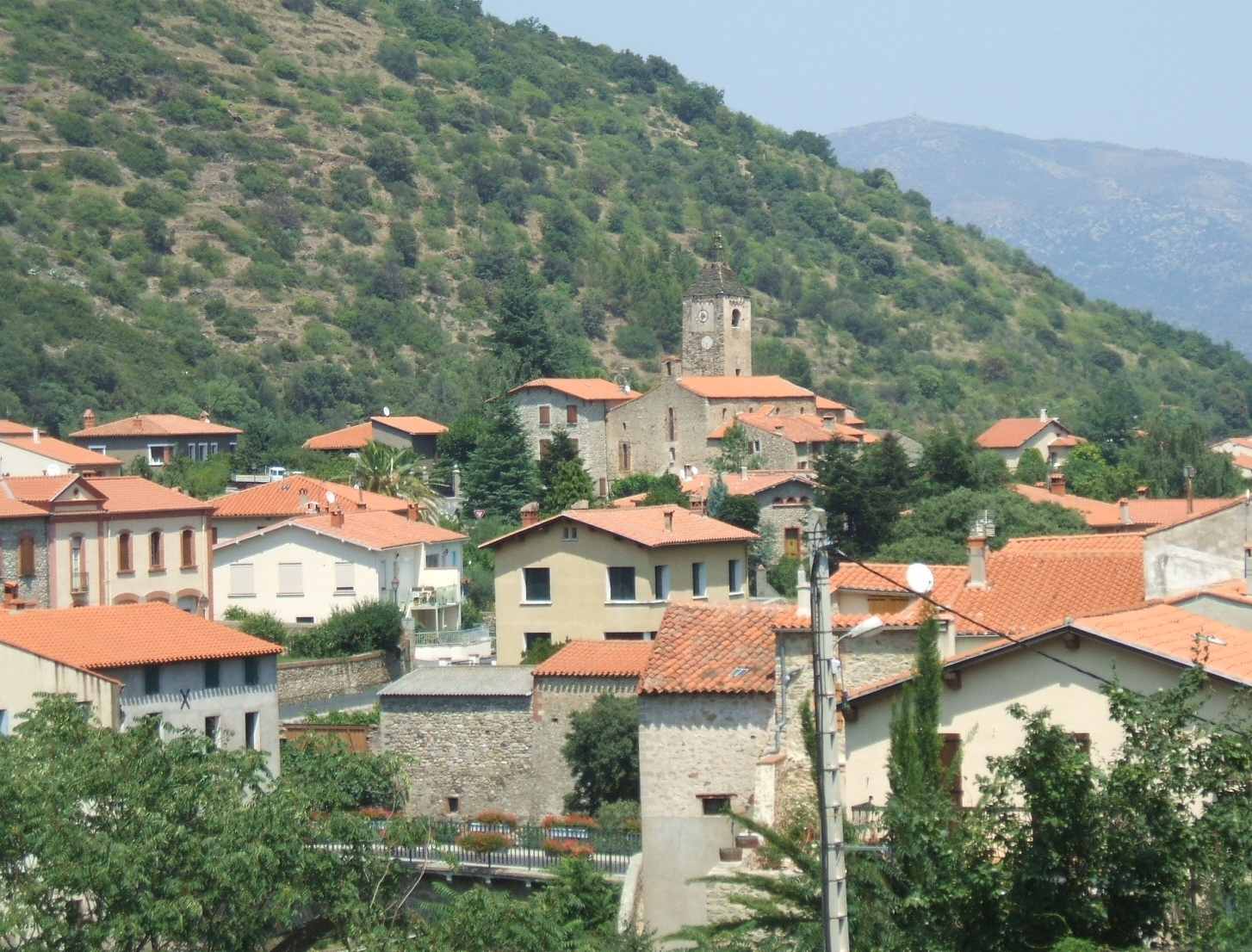
Die Kirche von St. Vincent in Ria

Ria-Sirach (auf Katalanisch Rià i Cirac) ist eine französische Gemeinde mit 1294 Einwohnern (Stand 1. Januar 2022) im Département Pyrénées-Orientales in der Region Okzitanien. Neben der Amtssprache Französisch wird auch Katalanisch gesprochen.

## Geografie
Das Gemeindegebiet von Ria-Sirach befindet sich im Tal der Lage Conflent am Fluss Têt, kurz nach Prades an der Nationalstraße 116 (Perpignan–Bourg-Madame) auf dem Weg nach Andorra.

## Geschichte
Die Gemeinde von Ria-Sirach wurde im Jahre 1822 aus den bereits existierenden Gemeinden von Ria und von Sirach geschaffen. Jedoch war die Gemeinde Sirach von Ria seit dem hohen Mittelalter abhängig.
Im Jahre 1973 fusioniert Ria-Sirach mit der Gemeinde Urbanya, um die Gemeinde Ria-Sirach-Urbanya zu schaffen. Die zwei Gemeinden sind im Jahre 1983 wiederhergestellt worden, wobei Ria den Namen Ria-Sirach annahm.

### Ria
Bereits im 9. Jahrhundert wurde Ria erwähnt. Seit dem Jahre 1134 befand sich Ria in Lehnsherrschaft der Abtei Saint-Michel-de-Cuxa bis zur Französischen Revolution Ende des 18. Jahrhunderts.

### Sirach
Sirach befand sich ebenfalls bis zur Revolution im Besitz der Abtei Saint-Michel-de-Cuxa.

## Bevölkerungsentwicklung
| 1962 | 1968 | 1975 | 1982 | 1990 | 1999 | 2007 | 2017 |
| ---- | ---- | ---- | ---- | ---- | ---- | ---- | ---- |
| 1017 | 1057 | 1028 | 1042 | 1017 | 1126 | 1175 | 1325 |

## Persönlichkeiten
- Jean-Pierre Mas (* 1948), Musiker
- Claude-François Rostain (1916–2015), Diplomat